# Crotamiton
Crotamiton, vendido sob a marca Eurax, entre outros, é usado para tratar sarna, piolhos e prurido. Para a sarna parece funcionar menos bem em comparação com a permetrina. É aplicado na pele.
Efeitos secundários comuns incluem erupção cutânea e reações alérgicas. A segurança na gravidez não é clara. O seu mecanismo de acção é ainda desconhecido.